# Myrioblephara idaeoides
Myrioblephara idaeoides là một loài bướm đêm trong họ Geometridae.